# Kirche Göbschelwitz

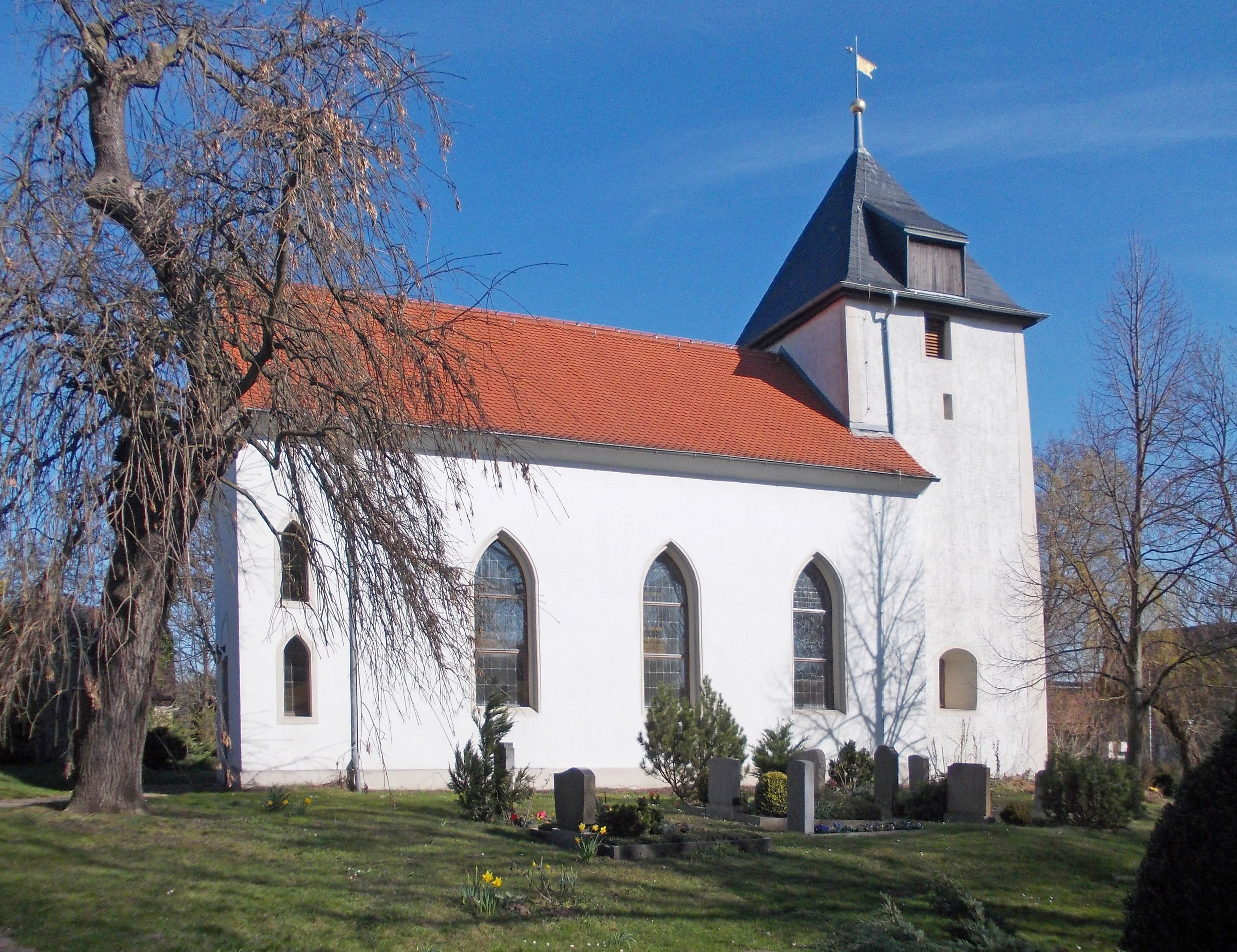
Die Göbschelwitzer Kirche (2014)

Die Kirche Göbschelwitz ist ein Kirchengebäude der Evangelisch-Lutherischen Landeskirche Sachsens im Leipziger Stadtteil Göbschelwitz. Sie steht unter Denkmalschutz.

## Geschichte

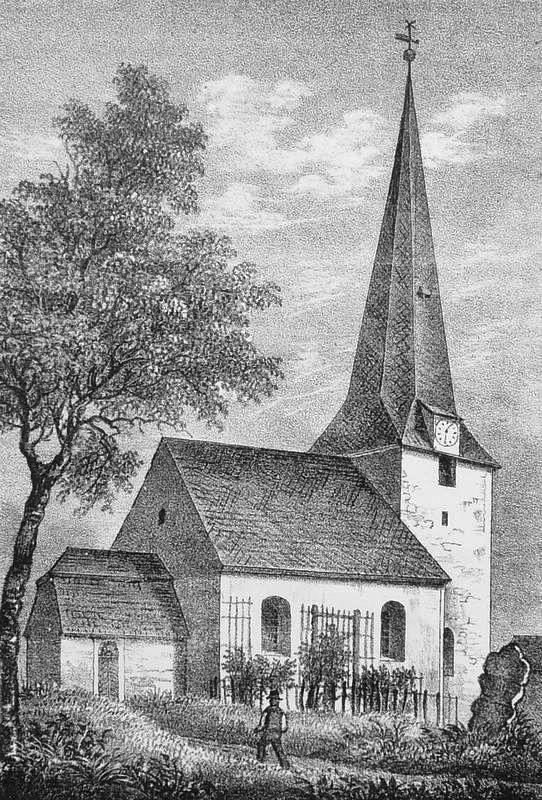
Die Kirche um 1840

Die Zeit der Ersterrichtung einer Kirche in Göbschelwitz ist nicht bekannt. Ein kleines romanisches Fenster im Turm deutet auf eine Bauzeit im Hochmittelalter hin. Um 1500 und in der Folgezeit war Göbschelwitz Filialkirche von Podelwitz.
1747 wird von einer totalen Reparatur der Kirche berichtet, deren Turm inzwischen drei Glocken trug. 1765 brannte die Kirche zusammen mit dem Dorf fast völlig ab. Nach ihrem Wiederaufbau dürfte sie den Anblick geboten haben, den das Bild von 1840 zeigt. Es fällt die hohe achteckige Turmspitze auf.
1857 wurde die Kirche, bis auf den Turm, abgerissen und der Saal samt Innenausstattung in der heute noch existierenden Form in neugotischem Stil errichtet. 1859 baute Eduard Offenhauer aus Delitzsch eine Orgel mit elf Registern auf zwei Manualen und Pedal ein, die heute nicht mehr genutzt werden kann und durch ein elektronisches Instrument ersetzt wird.
1902 erhielt die Kirche ein von der Leipziger Glockengießerei Jauck gefertigtes Dreiergeläut, von dem zwei Glocken für Kriegszwecke eingeschmolzen werden mussten. 1952 schuf der Leipziger Künstler Max Alfred Brumme das Altarbild und neue Kirchenfenster, für die die Gemeinde Spendengelder gesammelt hatte.
Von 1990 bis 1992 wurde die stark reparaturbedürftige Kirche außen restauriert und dabei der Turm auf die heutige Höhe gekürzt. Die Innensanierung war 1998 abgeschlossen.

## Lage und Architektur

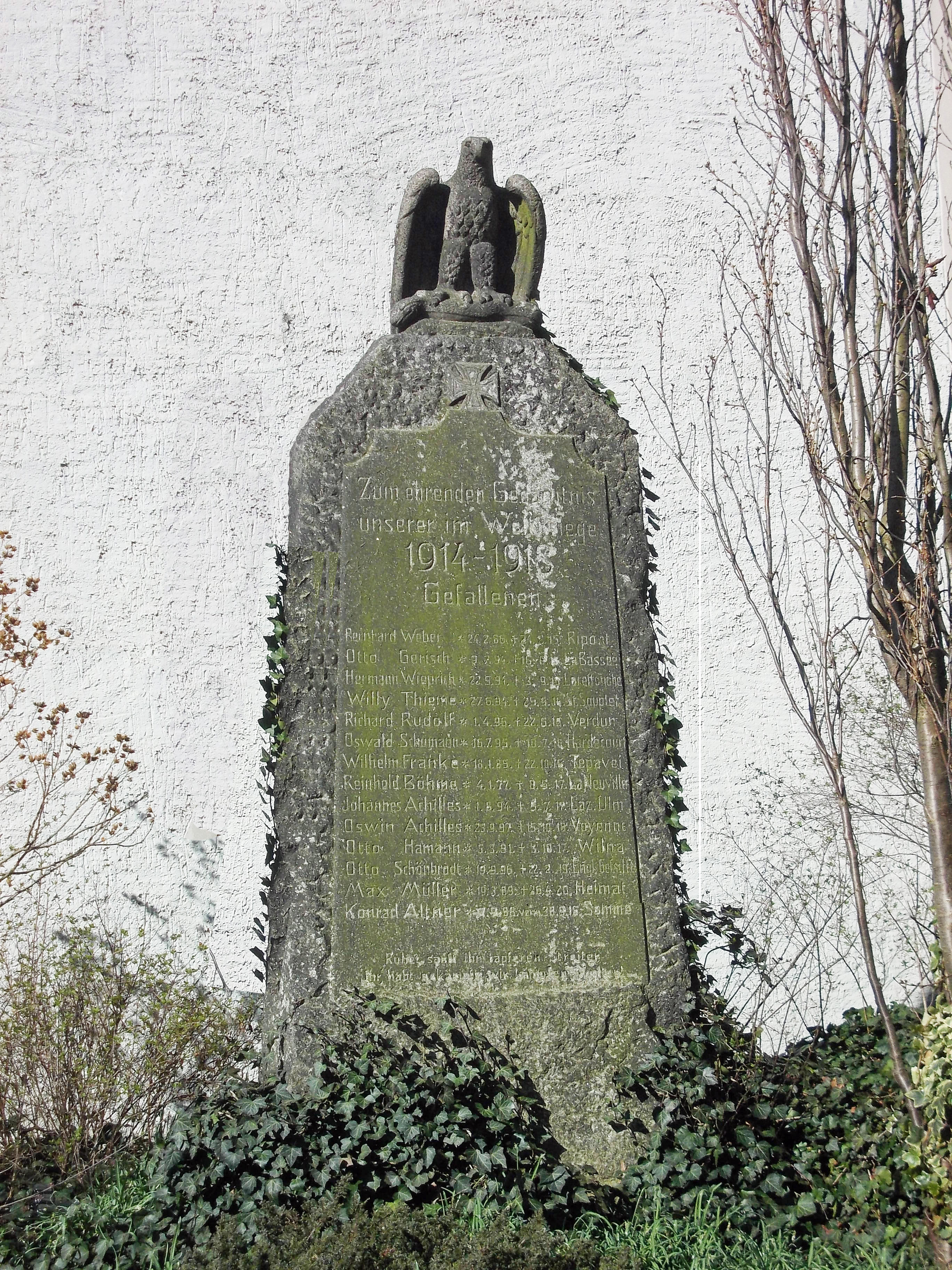
Kriegerdenkmal östlich der Kirche

Die Kirche steht auf dem Friedhof im Zentrum des Ortes, der neben den privaten Grabsteinen ein Denkmal für 14 im Ersten Weltkrieg gefallene Göbschelwitzer enthält.
Die Göbschelwitzer Kirche ist eine Chorturmkirche. Der annähernd quadratische Turm im Osten ist ein verputzter, bis auf die Schalllöcher nahezu fensterloser Bruchsteinbau, der sich nach oben leicht verjüngt. Er trägt ein schiefergedecktes Pyramidendach, das mit Turmkugel und Wetterfahne geschmückt ist. Nach Norden und Süden gerichtete, nunmehr blinde Schleppgauben enthielten einst die Zifferblätter der Turmuhr, die 1844 als ein „ausgezeichnetes Werk“ gelobt wurde.
An den Turm schließt sich nach Westen ein etwa 15 Meter langer Saalbau mit neogotischen Spitzbogenfenstern an, der den Turm in der Breite jeweils um etwa 1,5 Meter überragt. Sein Satteldach ist ziegelgedeckt. Das Portal im Westen besitzt ein profiliertes Gewände.
Der Innenraum hat eine flache Decke und trägt auf drei Seiten eine Empore. Der Altarraum befindet sich im Erdgeschoss des Turmes und ist mit dem Saal über einen spitz zulaufenden Chorbogen verbunden.

## Ausstattung

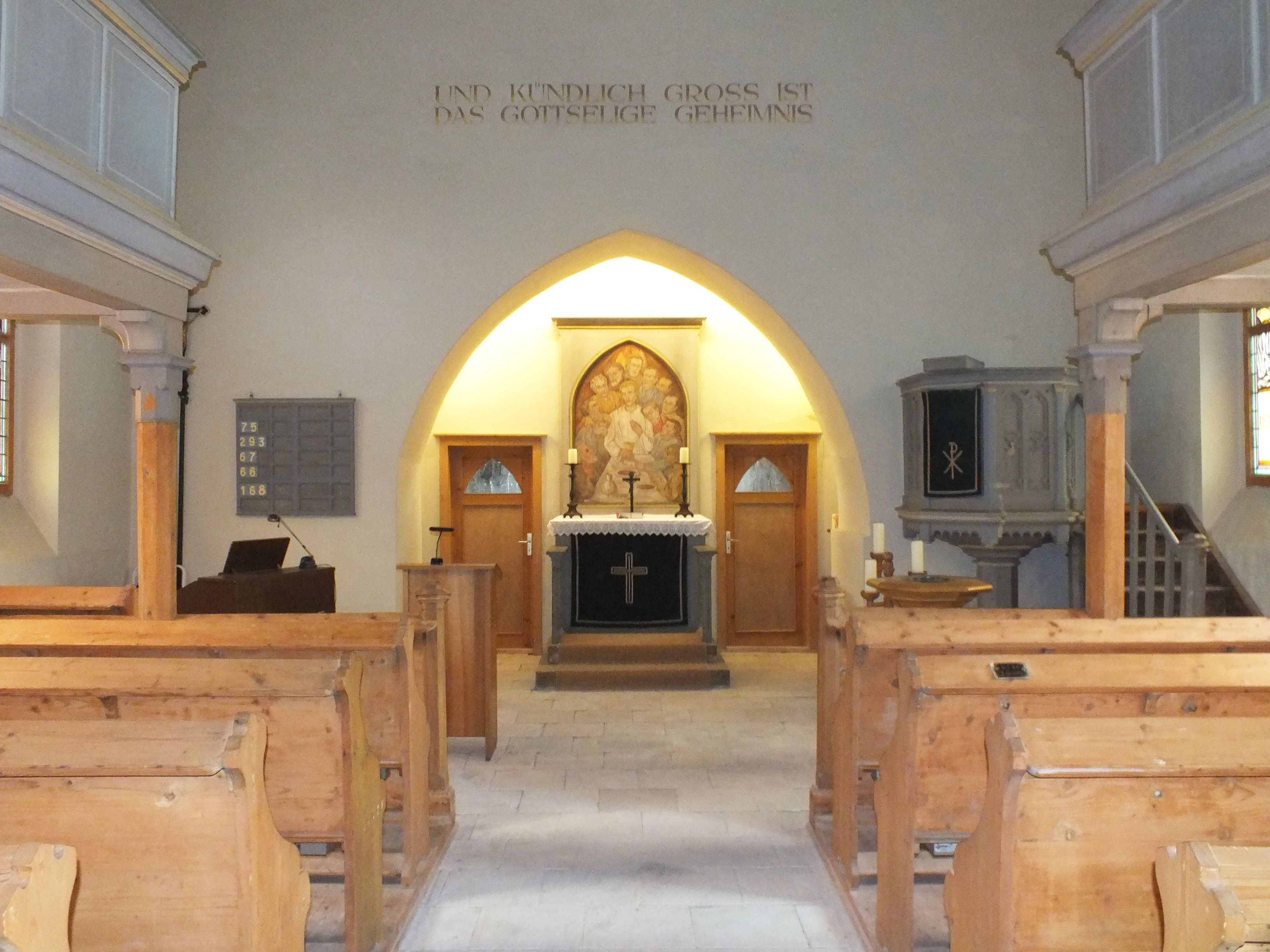
Ostseite mit Altarraum

Die Ausstattung der Kirche ist schlicht. Das Altarretabel ist ein Bild des Leipziger Malers Max Alfred Brumme. Es zeigt Jesus beim Letzten Abendmahl im Kreise der zwölf Apostel. Diese tragen die Gesichter des damaligen Pfarrers, ehemaliger Gemeindeglieder und dazwischen das Albert Schweitzers.
Über dem Chorbogen prangt der Spruch „Und kündlich groß ist das gottselige Geheimnis“. Es ist der Anfang vom 1. Timotheusbrief 3, Vers 16, dessen Fortsetzung Brumme in sechs Farbglasfenstern gestaltet hat. Das erste (Geburt) und das letzte (Auferstehung) sind bildlich gestaltet, die übrigen vier mit Ornamentik und Schrift.
Die Kanzel aus dem 19. Jahrhundert ist neogotisch gestaltet. Lesepult und Taufbecken sind neuzeitlich.

## Kirchgemeinde
Die Kirche Göbschelwitz gehört gemeinsam mit den Kirchen in Gottscheina, Hohenheida, Plaußig, Portitz, Seegeritz und Seehausen zur Kirchgemeinde Plaußig-Hohenheida.